# Pseudoblennius percoides
Pseudoblennius percoides är en fiskart som beskrevs av Günther, 1861. Pseudoblennius percoides ingår i släktet Pseudoblennius och familjen simpor. Inga underarter finns listade i Catalogue of Life.